# Bertoldo I di Schwarzenburg
Bertoldo I di Schwarzenburg (... – prima del 1104) è stato un nobile tedesco.

## Biografia
Bertoldo era figlio di Domvogt Federico I di Ratisbona e Irmingarda di Gilching.
Attraverso il suo primo matrimonio con la figlia del conte Enrico di Schwarzenburg, che era Vogt di Ratisbona e di Sant'Emmerano nel 1048/69, acquisì il suo nome e la sua eredità. Nel suo secondo matrimonio fu sposato con Richgard/Richardis di Spanheim († intorno al 1112/1130), figlia del margravio Enghelberto I.

## Figli
- Primo matrimonio:
  - Enrico (circa 1140) ⚭ Adelaide;
  - Babo di Rötz († intorno al 1130).

- Secondo matrimonio:
  - Engelberto († dopo il 1125);
  - Federico I di Schwarzenburg († 1131), arcivescovo di Colonia.

- Liutgarda ⚭ Hohold I di Wolnzach-Neunburg

## Fonti
- Stammbaum